# Paradoxes de Zenó

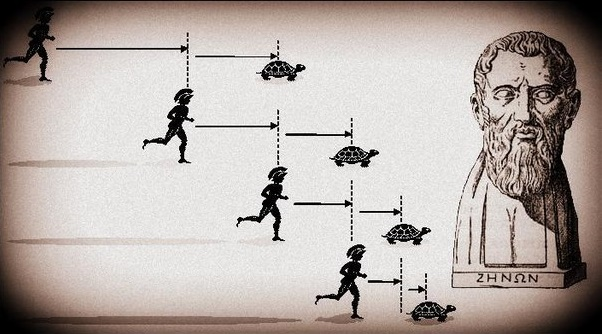
Representació de la cèlebre paradoxa d'Aquil·les i la tortuga juntament a l'efígie de Zenó.

Les paradoxes de Zenó són una sèrie de paradoxes o apories, ideades per Zenó d'Elea (filòsof de l'escola d'Elea), per donar suport a la doctrina de Parmènides que les sensacions que obtenim del món són il·lusòries, i concretament, que no existeix el moviment. Racionalment, una persona no pot recórrer un estadi de longitud, perquè primer ha d'arribar a la meitat d'aquest, abans a la meitat de la meitat, però abans encara hauria de recórrer la meitat de la meitat de la meitat i així eternament fins a l'infinit. D'aquesta manera, teòricament, una persona no pot recórrer un estadi de longitud, encara que els sentits mostrin que sí que és possible.
Pertanyen a la categoria de paradoxes anomenades sofismes, açò és, que no sols aconsegueixen un resultat que sembla fals, sinó que a més ho és. Això és degut a una fal·làcia en el raonament, produït per la falta de coneixements sobre el concepte d'infinit en l'època en què van ser formulades.

## Context històric

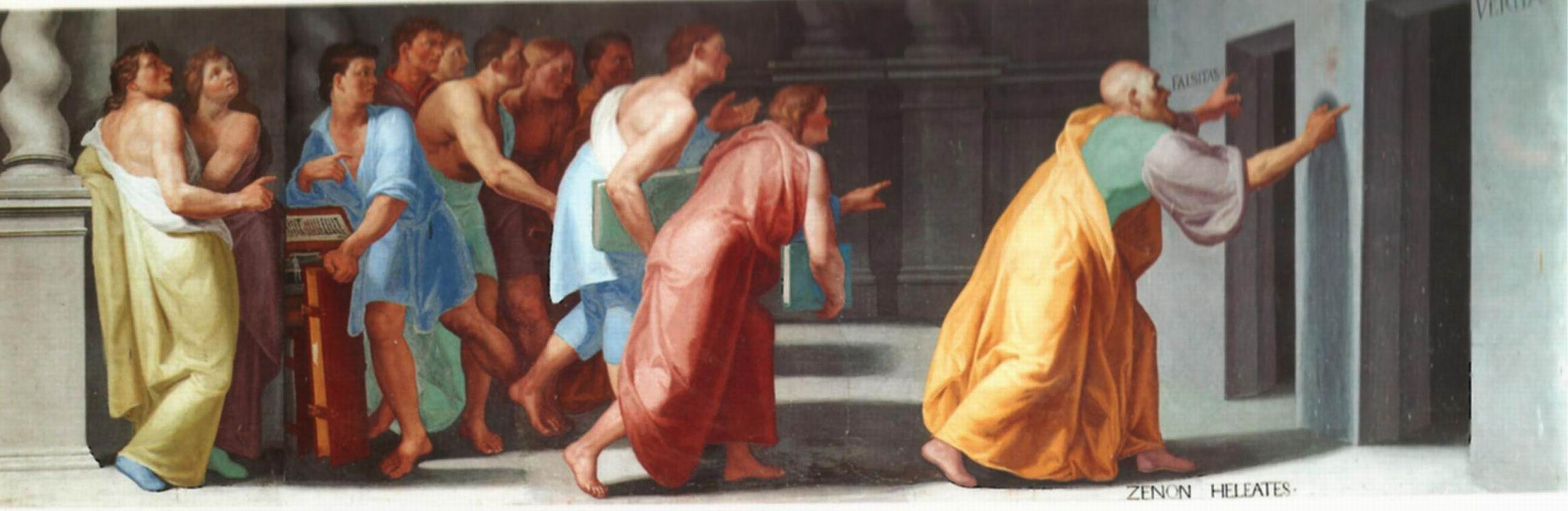
Zenó mostra als estudiants les portes de la veritat i de la mentida. Fresc a la Biblioteca de l'Escorial. Autor: Bartolomé Carducho // Pellegrino Tibaldi

Dedicat principalment al problema del continu i a les relacions entre espai, temps i moviment, Zenó hauria plantejat — assenyala Procle — un total de 40 paradoxes. Generalment, s'assumeix, basant-se en el diàleg de Plató Parmènides (128 a-d), que Zenó va emprendre la tasca de crear aquestes apories perquè altres filòsofs havien creat paradoxes contra la visió de Parmènides. Per això Plató escriu que el propòsit de les paradoxes de Zenó "és mostrar que la hipòtesi de la pluralitat, si es realitza un raonament adequat, condueix a resultats encara més absurds que la hipòtesi que l'ésser és un". Plató també recull una afirmació de Sòcrates que Zenó i Parmènides estaven argumentant essencialment el mateix punt de vista.
Algunes de les nou paradoxes supervivents de Zenó (conservades en la Física d'Aristòtil i en el comentari de Simplici de Cilicia sobre aquest tema) són essencialment equivalents entre si. Aristòtil va oferir una refutació d'algunes d'elles.
Tres de les paradoxes més famoses i més difícils de rebatre, la d'Aquil·les i la tortuga, l'argument de la dicotomia i el d'una fletxa en vol, es presenten detalladament a continuació.
Els arguments de Zenó són potser els primers exemples d'un mètode de prova anomenat "reductio ad absurdum", també conegut com a prova per contradicció. Se solen mostrar com una font del mètode dialèctic utilitzat per Sòcrates.
Alguns matemàtics i historiadors, com Carl Benjamin Boyer, sostenen que les paradoxes de Zenó són simplement problemes matemàtics, per als quals el càlcul infinitesimal modern ofereix una solució matemàtica. No obstant això, alguns filòsofs afirmen que les paradoxes de Zenó i les seves variacions (vegeu làmpada de Thomson) continuen sent problemes rellevants de metafísica.
Els orígens de les paradoxes són poc clars. Diògenes Laerci, una quarta font d'informació sobre Zenó i els seus ensenyaments, citant a Favorí d'Arle, diu que Parmènides, el mestre de Zenó, va ser el primer a presentar la paradoxa d'Aquil·les i la tortuga. Però en un passatge posterior, Laerci atribueix l'origen de la paradoxa a Zenó, explicant que Favorí no està d'acord.

## Estructura i propòsit de les paradoxes
L'estructura de les paradoxes segueix el principi de la demostració indirecta. Estan plantejades de manera tal que al començament s'enuncia com a supòsit la mateixa posició que es vol refutar. A partir dels supòsits es construeix una regressió infinita. Així, per exemple, en la paradoxa de la dicotomia es divideix el tram que encara està per recórrer per a argumentar que la segona part també ha de recórrer-se i a aquesta part també aplica al seu torn el mateix. Això es pot repetir en el pensament infinitament, encara difícils d'entendre.
L'argumentació de Zenó gira entorn de la pregunta de si el món pot ser dividit en unitats discretes, és a dir, si potser existeix la divisibilitat o el món constitueix realment una unitat contínua. El supòsit de la divisibilitat condueix al problema que o bé tot és infinitament divisible o han d'existir quants elementals últims d'espai i de temps. La major part de les paradoxes parteix d'un d'aquests dos supòsits i conclou des d'allí la impossibilitat de certes coses i processos que, en la vida quotidiana, s'experimenten com absolutament possibles. Així, per exemple, se sap per experiència que cada corredor aconseguirà la seva meta. Zenó discuteix d'aquesta manera tant el concepte d'espai com el de moviment.
Alguns relats suposen que Zenó s'orientava amb les seves paradoxes a defensar la doctrina del seu mestre Parmènides que existiria solament l'única cosa infinita i tot moviment seria una il·lusió. Segons això, per exemple, una persona no podria recórrer un estadi de longitud, perquè primer ha d'arribar a la meitat d'aquest, abans a la meitat de la meitat, però abans encara hauria de recórrer la meitat de la meitat de la meitat i així eternament fins a l'infinit. D'aquesta manera, en l'exercici mental, una persona no podria recórrer mai un estadi de longitud, encara que la realitat mostri que sí que és possible.
Plató (en el diàleg de Parmènides) presenta a Zenó informant que va intentar protegir a Parmènides contra les crítiques pel seu rebuig de la pluralitat i del moviment (el que portaria a conseqüències forassenyades), amb la demostració que l'adhesió al moviment i a la pluralitat portaria a conclusions encara més insensates.
En tot cas, Zenó assenyala allí d'aquest text de Plató que es tractaria d'una obra de joventut, i que la gent li ho hauria sostret sense que ell hagués donat el seu consentiment exprés per a la seva publicació. No obstant això, el que almenys es pot afirmar amb seguretat és que la filosofia de Zenó s'orientava en contra de l'adopció de determinades posicions filosòfiques fonamentals per a l'explicació del món. Contra aquestes posicions argumenta també Parmènides. Tanmateix, en algunes de les paradoxes hi ha contradiccions amb el concepte de món de forma esfèrica de Parmènides. En rigor, dels arguments de Zenó només es pot deduir que el supòsit d'espai i moviment, sota les premisses que s'estableixen en cadascuna de les paradoxes, condueix a conseqüències absurdes, és a dir, les premisses no poden ser veritables si no es vol dubtar de l'experiència quotidiana.
Amb les seves paradoxes, Zenó qüestiona determinades concepcions intuïtives preexistents sobre l'infinitament petit i l'infinitament gran. Ja abans se solia creure que una suma d'infinits sumands podia créixer indefinidament, encara que els sumands anessin infinitament petits, i que la suma d'un número finit o infinit de termes tots iguals a zero tornava a donar zero com a resultat. La crítica de Zenó objecta l'admissibilitat de tals conceptes.
Les apories o sofismes de Zenó pertanyen a la categoria de paradoxes falsídiques, també dites sofismes, això és, que no sols aconsegueixen un resultat que aparenta ser fals, sinó que a més ho són (fal·làcia en el raonament).
És probable que el mateix Zenó no hagi tingut clara consciència de les conseqüències que les seves consideracions tenien per a les matemàtiques. En la discussió filosòfica i teològica ja havien sorgit problemes del tipus tractat per ell en les seves paradoxes: els problemes de la relació entre l'infinit potencial i l'infinit actual o aconseguit. No obstant això, les paradoxes van influir en el pensament matemàtic de moltes generacions, més encara després del descobriment dels nombres irracionals, arribant a qüestionar-se la possibilitat de les matemàtiques com una ciència exacta. S'ha arribat a plantejar que aquest escàndol marca una autèntica crisi de les matemàtiques gregues en les acaballes de les Guerres del Peloponès que culminessin amb la caiguda d'Atenes en 404 aC, que va significar la fi de la democràcia esclavista i l'inici del règim aristocràtic.
Contra les paradoxes, s'han aportat els més diversos arguments, per la qual cosa se'ls considera refutades. No obstant això, per a mesuraments en el món de la física quàntica les paradoxes es van confirmar en 1994 en la Universitat de Múnic: Es va comprovar que es va detenir el moviment d'un sistema quàntic exclusivament per mitjà d'una seqüència densa de mesuraments, la qual cosa va conduir a la formulació del model teòric de l'efecte quàntic de Zenó.

## Aquil·les i la tortuga

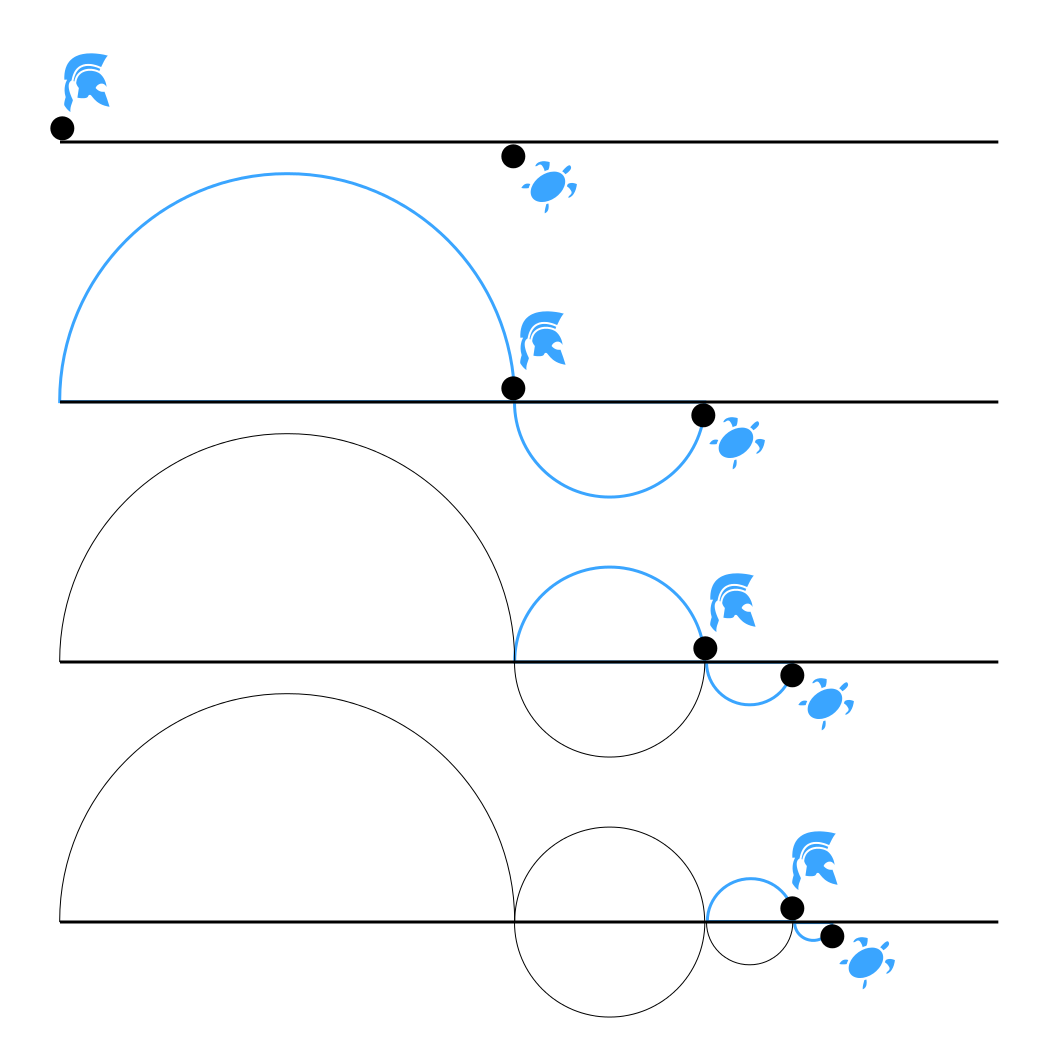
Aquil·les i la tortuga

Aquil·les, anomenat "el dels peus lleugers" i el més hàbil guerrer dels aqueus, que va matar Hèctor, decideix sortir a competir en una cursa contra una tortuga, ja que corre molt més ràpid que aquesta. Segur de les seues possibilitats, li dona un gran avantatge inicial. En donar l'eixida, Aquil·les recorre en poc de temps la distància que els separava inicialment, però en arribar allí descobreix que la tortuga ja no hi és, sinó que ha avançat, més lentament, un xicotet tram. Sense desanimar-se, continua corrent, però en arribar de nou on estava la tortuga, aquesta ha avançat un poc més. D'aquesta manera, Aquil·les no guanyarà la carrera, ja que la tortuga estarà sempre per davant d'ell.

Distància davant de temps, assumint que Aquil·les corre el doble de ràpid que la tortuga

### Rèplica a la paradoxa
Actualment, es coneix que Aquil·les realment aconseguirà atrapar la tortuga, ja que, com va demostrar el matemàtic escocès James Gregory (1638-1675), una suma d'infinits termes pot tenir un resultat finit. Els temps en què Aquil·les recorre la distància que el separa del punt anterior on es trobava la tortuga són cada vegada més i més xicotets, i la seua suma dona un resultat finit, que és el moment en què avançarà la tortuga.
Una altra manera de plantejar-ho és que Aquil·les pot fixar un punt d'arribada que està uns metres més endavant de la tortuga, en comptes del punt en què aquesta es troba. Ara, en comptes de quantitats infinites, tenim dues quantitats finites amb les quals es pot calcular un espai finit de temps en el qual Aquil·les passarà a la tortuga.

## La dicotomia

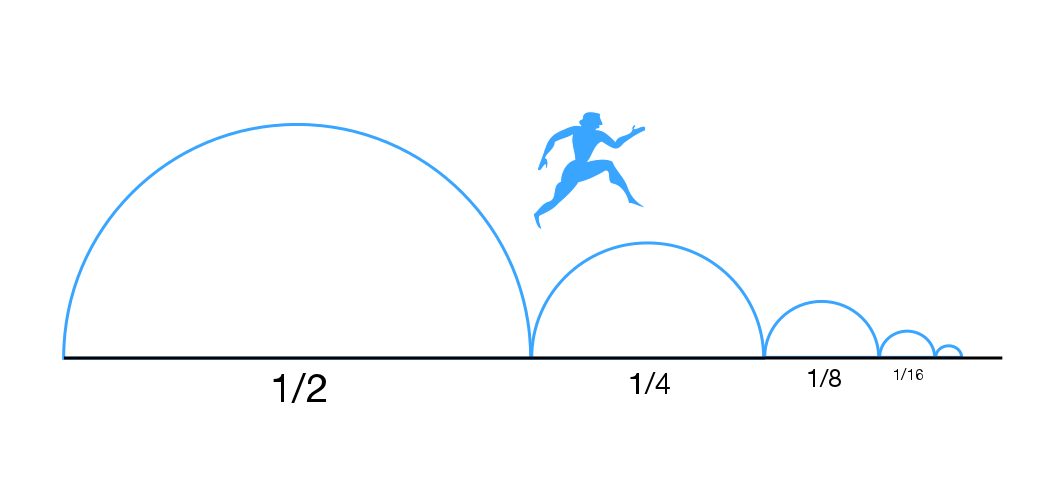

Aquesta paradoxa, coneguda com a argument o paradoxa de la dicotomia, és una variant de l'anterior.
Zenó està a vuit metres d'un arbre. Arribat un moment, llança una pedra, tractant de tocar l'arbre. La pedra, per a arribar a l'objectiu, ha de recórrer abans la primera meitat de la distància que la separa d'aquest, és a dir, els primers quatre metres, i tardarà un temps (finit) a fer-ho. Una vegada arribi a estar a quatre metres de l'arbre, haurà de recórrer els quatre metres que li queden, i per a això ha de recórrer primer la meitat d'aquesta distància. Però quan sigui a dos metres de l'arbre, tardarà temps a recórrer el primer metre, i després el primer mig metre restant, i després el primer quart de metre... D'aquesta manera, la pedra no arribarà mai a l'arbre.
La seqüència resultant es podria representar com a:
{\displaystyle \left\{\cdots ,{\frac {1}{16}},{\frac {1}{8}},{\frac {1}{4}},{\frac {1}{2}},1\right\}}
És possible utilitzar aquest raonament, de manera anàloga, per a «demostrar» que la pedra no arribarà mai a sortir de la mà de Zenó.
Igual que en la paradoxa d'Aquil·les i la tortuga, és cert que la quantitat de distàncies recorregudes (i temps invertits a fer-ho) és infinita, però la seua suma és finita i, per tant, la pedra arribarà a l'arbre.

## La paradoxa de la sageta
En aquesta paradoxa, es llança una sageta. En cada moment en el temps, la sageta està en una posició específica, i si aquell moment és prou petit, la sageta no té temps per a moure's, per la qual cosa està en el repòs durant aquell instant. Ara bé, durant els següents períodes, la sageta també estarà en repòs pel mateix motiu. De manera que la sageta està sempre en repòs: el moviment és impossible.
Una manera de resoldre-ho és observar que, malgrat que en cada instant la sageta es percep com en repòs, estar en repòs és un terme relatiu. No es pot jutjar, observant només un instant qualsevol, si un objecte està en repòs. En comptes d'això, és necessari comparar-lo amb altres instants adjacents. Així, si el comparem amb altres instants, la sageta està en posició diferent de la qual estava abans i en la qual estarà després. Per tant, la sageta s'està movent.

## Solucions proposades
En l'antiga Grècia
Segons Simplici, Diògenes el Cínic no va dir res en sentir els arguments de Zenó, sinó que es va aixecar i va caminar per demostrar la falsedat de les conclusions de Zenó. Per resoldre completament qualsevol de les paradoxes, però, cal mostrar què està malament en l'argument, no només les conclusions. Al llarg de la història s'han proposat diverses solucions, entre les primeres registrades hi ha les d'Aristòtil i Arquímedes.
Aristòtil va remarcar que a mesura que la distància disminueix, el temps necessari per recórrer aquestes distàncies també disminueix, de manera que el temps necessari també es fa cada cop més petit. Aristòtil també va distingir les "coses infinites respecte a la divisibilitat" (com ara una unitat d'espai que es pot dividir mentalment en unitats cada cop més petites mentre roman espacialment igual) de les coses (o distàncies) que són infinites en extensió ("respecte a les seves extremitats"). L'objecció d'Aristòtil a la paradoxa de la fletxa era que "el temps no està compost d'ara indivisibles, de la mateixa manera que cap altra magnitud no està composta d'indivisibles". Tomàs d'Aquino, comentant l'objecció d'Aristòtil, va escriure: "Els instants no són parts del temps, ja que el temps no està compost d'instants, de la mateixa manera que una magnitud no està feta de punts, com ja hem demostrat. Per tant, no se'n dedueix que una cosa no estigui en moviment en un temps donat, només perquè no estigui en moviment en cap instant d'aquest temps".
A les matemàtiques modernes
Alguns matemàtics i historiadors, com ara Carl Benjamin Boyer, sostenen que les paradoxes de Zenó són simplement problemes matemàtics, per als quals el càlcul modern proporciona una solució matemàtica. Els processos infinits van seguir sent teòricament problemàtics en matemàtiques fins a finals del segle XIX. Amb la definició epsilon-delta del límit, Karl Weierstrass i Augustin-Louis Cauchy van desenvolupar una formulació rigorosa de la lògica i el càlcul implicats. Aquests treballs van resoldre les matemàtiques que impliquen processos infinits.
Alguns filòsofs, però, diuen que les paradoxes de Zenó i les seves variacions (vegeu la làmpada de Thomson ) continuen sent problemes metafísics rellevants. Tot i que les matemàtiques poden calcular on i quan l'Aquil·les en moviment superarà la tortuga de la paradoxa de Zenó, filòsofs com Kevin Brown i Francis Moorcroft sostenen que les matemàtiques no aborden el punt central de l'argument de Zenó, i que resoldre els problemes matemàtics no resol tots els problemes que plantegen les paradoxes. Brown conclou que «tenint en compte la història de les "resolucions finals", des d'Aristòtil, probablement és temerari pensar que hem arribat al final. Pot ser que els arguments de Zenó sobre el moviment, per la seva simplicitat i universalitat, sempre serveixin com una mena d'imatge de Rorschach sobre la qual la gent pugui projectar les seves preocupacions fenomenològiques més fonamentals (si és que en tenen)».
Henri Bergson
Una conclusió alternativa, proposada per Henri Bergson al seu llibre de 1896 *Matter and Memory*, és que, mentre que el camí és divisible, el moviment no ho és.
Peter Lynds
El 2003, Peter Lynds va argumentar que totes les paradoxes del moviment de Zenó es resolen amb la conclusió que els instants en el temps i les magnituds instantànies no existeixen físicament. Lynds argumenta que un objecte en moviment relatiu no pot tenir una posició relativa instantània o determinada (ja que si la tingués, no podria estar en moviment), i per tant no pot tenir el seu moviment disseccionat fraccionàriament com si en tingués, tal com assumeixen les paradoxes. Nick Huggett argumenta que Zenó està assumint la conclusió quan diu que els objectes que ocupen el mateix espai que ells en repòs han d'estar en repòs.
Bertrand Russell
Basant-se en el treball de Georg Cantor, Bertrand Russell va oferir una solució a les paradoxes, el que es coneix com la "teoria at-at del moviment". D'acord que no hi pot haver moviment "durant" un instant sense durada, i sosté que tot el que es requereix per al moviment és que la fletxa estigui en un punt en un moment donat, en un altre punt en un altre moment, i en punts adequats entre aquests dos punts durant els temps intermedis. En aquest punt de vista, el moviment és només un canvi de posició al llarg del temps.
Hermann Weyl
Una altra solució proposada és qüestionar un dels supòsits que Zenó va utilitzar en les seves paradoxes (en particular la Dicotomia), que és que entre dos punts diferents de l'espai (o del temps) sempre hi ha un altre punt. Sense aquesta suposició només hi ha un nombre finit de distàncies entre dos punts, per tant no hi ha una seqüència infinita de moviments, i la paradoxa està resolta. Segons Hermann Weyl, la suposició que l'espai està fet d'unitats finites i discretes està subjecta a un altre problema, donat per l'" argument de la tessel·la " o "problema de la funció de distància". Segons això, la longitud de la hipotenusa d'un triangle rectangle en un espai discretitzat sempre és igual a la longitud d'un dels dos costats, en contradicció amb la geometria. Jean Paul Van Bendegem ha argumentat que l'argument de la teula es pot resoldre i que, per tant, la discretització pot eliminar la paradoxa.